# Emil Westman
Emil Gustaf Westman, född 13 mars 1894 i Stockholm, död 19 juni 1935 i Köpenhamn, var en svensk-dansk tecknare och grafiker.
Han var son till maskinisten Hugo Martin Westman och Hulda Sofia Samuelsson samt gifte sig 1920 med dansaren Agnes Caroline Mortensen. Han var far till konstnären Gunnar Millert Westman.
Westman studerade vid Högre konstindustriella skolan i Stockholm 1909-1911, samtidigt med studierna arbetade han på Generalstabens litografiska anstalt. Han var anställd vid Cederquists Grafiska 1911-1913, omkring 1912 var han medhjälpare och grafikelev till Anders Zorn. Han flyttade till Köpenhamn 1913 (där han blev dansk medborgare) och studerade en period vid Zahrtmannska skolan. Han företog studieresor till München, Rom, Paris, Bryssel, Norge och Italien. Separat ställde han ut i Köpenhamn 1922 och Svendborg 1923 och han deltog i Koloristernes utställningar i Köpenhamn och Malmö samt med Sveriges allmänna konstförenings utställning  på Liljevalchs konsthall och i Oslo.
Hans konst bestod till en början uteslutande av teckningar och grafiska blad med pittoreska gatumotiv från Lund och från Stockholms skärgård, men under senare delen av hans liv blev måleriet ett huvudintresse med landskapsmotiv från Skåneslätten, Själland, Ven och Bornholm samt dekorativa väggmålningar med exotiska motiv.
Han var en av initiativtagarna till bildandet av den dansk-svenska konstnärssammanslutningen Koloristerne 1931
Westman är representerad vid Gävle museum och Göteborgs konstmuseum[källa behövs] .
En minnesutställning över hans konst arrangerades i Köpenhamn 1936 av kamraterna från konstnärssammanslutningen Koloristerne.